# Tetartostylus inflatus
Tetartostylus inflatus är en insektsart som beskrevs av Pieter D. Theron 1973. Tetartostylus inflatus ingår i släktet Tetartostylus och familjen dvärgstritar. Inga underarter finns listade i Catalogue of Life.